# Vombatidae
I Vombatidi (Vombatidae Burnett, 1829) sono la famiglia di marsupiali australiani a cui appartengono i vombati, quadrupedi muscolosi dalle zampe corte, lunghi circa 1 m e muniti di una coda molto corta. Abitano nelle foreste, sulle montagne e nelle lande dell'Australia sud-orientale e della Tasmania. Il termine wombat è stato preso in prestito dagli Eora, gli aborigeni che vivevano nell'area di Sydney.

## Caratteristiche
I vombati scavano vasti sistemi di gallerie utilizzando i denti frontali, simili a quelli dei roditori, e i potenti artigli. Un'altra caratteristica di questi animali è quella di avere il marsupio volto verso il basso, e non verso l'alto come per gli altri marsupiali. Il vantaggio di questa posizione è evidente: la madre, quando scava, non corre il rischio di gettare terra sul proprio piccolo. Nonostante abbiano abitudini prevalentemente crepuscolari e notturne, i vombati si avventurano fuori dalla tana in cerca di cibo anche nelle giornate fredde o nuvolose. Vengono avvistati solo di rado, ma lasciano dietro di sé molte prove del loro passaggio, come recinti danneggiati e caratteristiche feci di forma cubica (prodotte grazie alla particolare elasticità delle pareti intestinali che non risulta essere uniforme come accade per gli altri animali le cui feci assumono forme rotonde o cilindriche).
I vombati sono erbivori e la loro dieta è costituita soprattutto da graminacee, carici, erbe, corteccia e radici. I loro incisivi ricordano moltissimo quelli dei roditori placentati, essendosi adattati a masticare vegetali coriacei. Come molti altri mammiferi erbivori, hanno un largo diastema tra gli incisivi e i denti guanciali, che sono relativamente semplici. La formula dentaria è:
| 1.0.1.4 |
| 1.0.1.4 |

Il colore della pelliccia varia dal sabbia al marrone o dal grigio al nero. Tutte e tre le specie misurano in media 1 m di lunghezza e pesano tra i 20 e i 35 kg.
Le femmine partoriscono in primavera un unico piccolo, dopo un periodo di gestazione di 26-28 giorni. Hanno un marsupio ben sviluppato che i piccoli lasciano dopo circa 6-7 mesi. Questi saranno svezzati all'età di 15 mesi e raggiungeranno la maturità sessuale a 18 mesi.

### Ecologia e comportamento
I vombati hanno un metabolismo straordinariamente lento e per completare la digestione impiegano 14 giorni; ciò permette loro di sopravvivere in regioni aride. Generalmente camminano lentamente, ma quando si sentono minacciati possono raggiungere una velocità di 40 km/h e mantenerla per 90 secondi. Questi animali difendono strenuamente il proprio territorio, che può comprendere vari sistemi di tane, e reagiscono con aggressività all'arrivo di intrusi. Ogni vombato comune occupa un territorio che si può estendere per 23 ettari, mentre le specie dal naso peloso vivono in territori più piccoli, non più vasti di 4 ettari.
I principali predatori dei vombati sono i dingo e i diavoli della Tasmania. La difesa principale del vombato è costituita da uno spesso strato di pelle e cartilagine che ricopre gran parte del posteriore. Questa caratteristica, unita alla mancanza di una coda ben sviluppata, rende difficile a qualsiasi predatore che insegue il vombato nella galleria di mordere e ferire il proprio bersaglio. Quando vengono attaccati, i vombati si rifugiano subito nella galleria più vicina e utilizzano il posteriore per bloccare l'accesso agli inseguitori più decisi. Essi possono inoltre consentire all'intruso di forzare la testa sul dorso per poi schiacciargliela contro il tetto del tunnel utilizzando le robuste zampe.

## Evoluzione
I vombati, come tutte le specie viventi di grandi marsupiali, appartengono all'ordine dei Diprotodonti. I loro antenati si sono evoluti tra i 55 e i 26 milioni di anni fa ma non è mai stato trovato un resto fossile per determinare con chiarezza il periodo preciso. Durante le ere glaciali ne vivevano circa 11 specie. Tra i vombati giganti (Diprotodon), grandi come rinoceronti, vi erano i più grandi marsupiali mai vissuti sulla Terra. I primi abitanti umani dell'Australia giunsero sul continente quando i diprotodonti erano ancora molto comuni. Si ritiene che siano stati proprio gli aborigeni a portare all'estinzione questi animali, in seguito alla caccia, all'alterazione dell'habitat o, più probabilmente, a causa di entrambi i motivi.

## Specie
Esistono tre specie viventi di vombati:
- vombato comune, Vombatus ursinus
- vombato dal naso peloso meridionale, Lasiorhinus latifrons
- vombato dal naso peloso settentrionale o yaminon, Lasiorhinus krefftii[6][7]

## Vombati e uomini
I vombati vennero spesso chiamati «tassi» (badgers) dai primi colonizzatori a causa delle dimensioni e delle abitudini simili a quelle di questi mustelidi europei. Proprio per questo motivo alcune località come Badger Creek, nel Victoria, e Badger Corner, in Tasmania, prendono il nome dai vombati.
Anche la città di Wombat, nel Nuovo Galles del Sud, l'asteroide 6827 Wombat, una squadra di calcio di Brisbane, il fucile anticarro britannico L6 Wombat (dall'acronimo Weapon Of Magnesium, Battalion, Anti-Tank) e la band inglese, The Wombats, devono il nome a questo animale.
I vombati si adattano molto bene alla vita in cattività e possono sviluppare anche un carattere perfino amichevole. In molti parchi, zoo e altre attrazioni turistiche australiane questi animali sono divenuti piuttosto popolari. Tuttavia, la mancanza di timore nei confronti dell'uomo può talvolta rivelarsi pericolosa, perché il vombato può attaccare in qualsiasi momento se provocato, o più semplicemente se è di cattivo umore. Quando carica, le sue dimensioni lo rendono in grado di scaraventare a terra un uomo di media statura, mentre i denti affilati e le potenti mascelle possono causare gravi ferite. Un naturalista, Harry Frauca, ricevette una volta un morso profondo 2 cm nella gamba, nonostante indossasse stivali di gomma, pantaloni e spessi calzini di lana (Underhill, 1993).
Diversamente dalla maggior parte degli altri marsupiali australiani, il vombato ha un cervello relativamente grande. Questa caratteristica, unita a straordinarie capacità di adattamento, consente di liberare con successo in natura animali allevati in cattività, a differenza della maggior parte degli altri animali selvatici, che devono essere mantenuti in condizioni «naturali» simulate (ad esempio con l'utilizzo di «genitori fantoccio») o tenuti in cattività per tutta la vita.

## I vombati nelle arti
Il vombato è un animale molto presente nella pittura dei preraffaelliti.